# Angelo Acerbi
Angelo Acerbi (Sesta Godano, 23 settembre 1925) è un cardinale e arcivescovo cattolico italiano, dal 4 luglio 2015 prelato emerito del Sovrano Militare Ordine di Malta.

## Biografia
Angelo Acerbi è nato a Sesta Godano, nella diocesi di Luni-Sarzana, il 23 settembre 1925.

### Formazione e ministero sacerdotale
Il 27 marzo 1948 è stato ordinato presbitero per la diocesi di Pontremoli dal vescovo Giovanni Sismondo. Dopo la laurea in diritto canonico, nel 1954 ha conseguito la licenza in teologia. Dopo aver frequentato la Pontificia Accademia Ecclesiastica è entrato nel servizio diplomatico della Santa Sede.
Ha prestato la propria opera nelle nunziature in Colombia, Brasile, Giappone e Francia, nonché nel dipartimento di relazioni internazionali della Segreteria di Stato della Santa Sede.

### Ministero episcopale

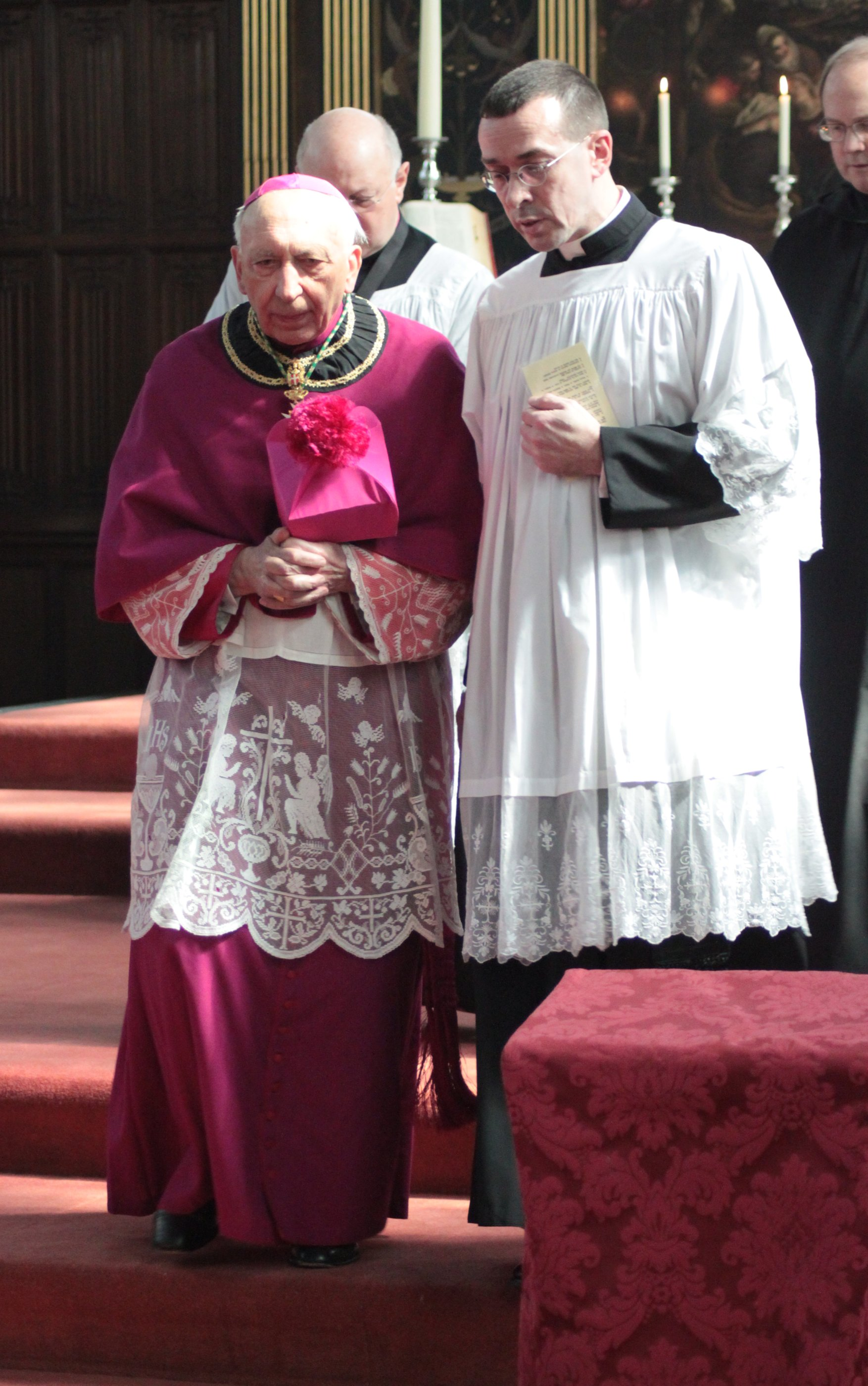
L'arcivescovo Angelo Acerbi si accompagna al suo trono di prelato del Sovrano Militare Ordine di Malta.

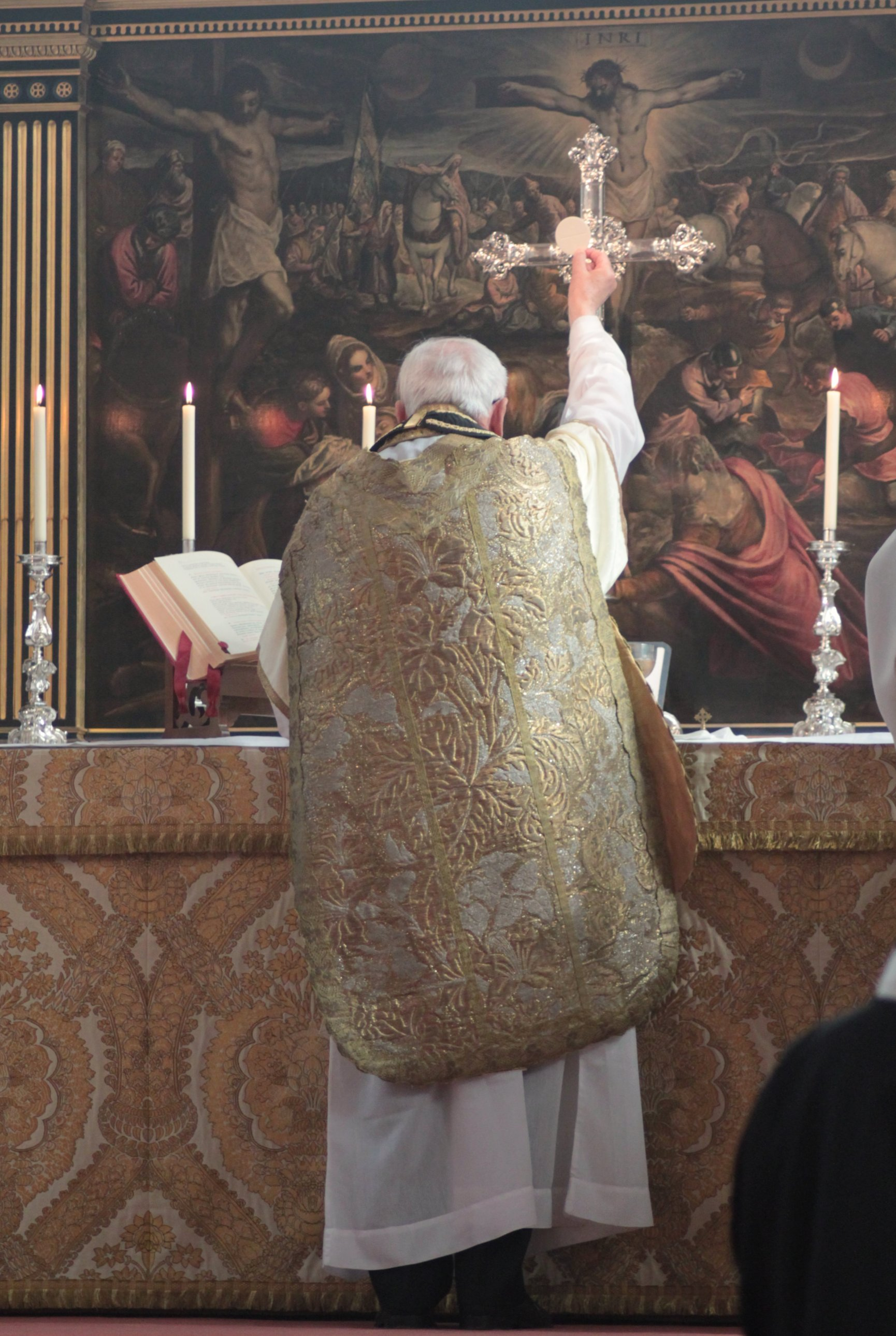
Angelo Acerbi eleva l'ostia durante una messa tridentina.

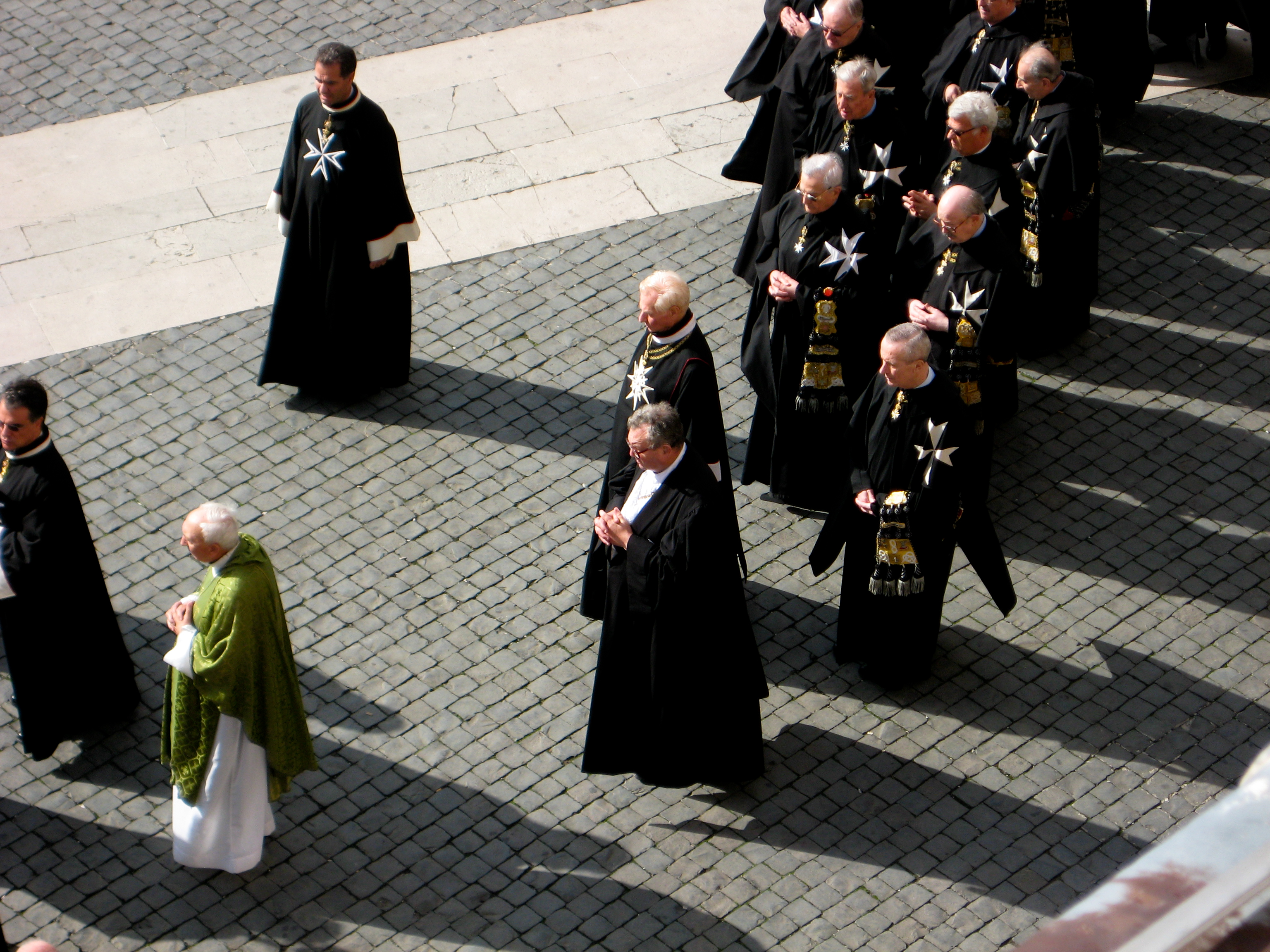
Mons. Acerbi a Loreto nella sua veste di prelato del Sovrano militare ordine di Malta.

Il 22 giugno 1974 papa Paolo VI lo nominò arcivescovo titolare di Zella, pro-nunzio apostolico in Nuova Zelanda e delegato apostolico nell'Oceano Pacifico. Acerbi fu il primo rappresentante della diplomazia vaticana specificamente incaricato di occuparsi di tali territori, nei quali in precedenza la Santa Sede non era mai stata direttamente rappresentata. Ricevette l'ordinazione episcopale il 30 giugno successivo dallo stesso pontefice, co-consacranti gli arcivescovi Giovanni Benelli, sostituto per gli affari generali della Segreteria di Stato, e Duraisamy Simon Lourdusamy, segretario della Congregazione per l'evangelizzazione dei popoli.
Il 14 agosto 1979 papa Giovanni Paolo II lo nominò nunzio apostolico in Colombia. Nel febbraio successivo, mons. Acerbi venne preso in ostaggio assieme ad altre 26 persone, molte delle quali appartenenti alle diplomazie di vari paesi, nel corso di un assalto all'ambasciata della Repubblica Dominicana messo in atto dai guerriglieri comunisti del Movimento 19 aprile. Il periodo di prigionia durò parecchie settimane, durante le quali ad Acerbi fu consentito di celebrare ogni giorno la Santa Messa per i presenti.
Il 28 marzo 1990 fu trasferito in Ungheria, primo nunzio apostolico ad essere nominato dopo l'instaurazione del Comunismo in quel paese, la cui nunziatura era stata chiusa nel 1920. Del periodo ungherese dell'attività diplomatica di Acerbi può essere ricordata la stipula dell'Accordo tra la Santa Sede e la Repubblica d'Ungheria sull'assistenza religiosa alle Forze Armate e di Polizia di Frontiera e la preparazione di quello relativo al finanziamento delle attività di servizio pubblico e di altre prettamente religiose ("della vita di fede") svolte in Ungheria dalla Chiesa Cattolica, riguardante in particolare il finanziamento di attività educative promosse dalla chiesa cattolica e stipulato in Vaticano ad opera del cardinal Angelo Sodano poco dopo la fine del mandato di Acerbi nel paese centro-europeo. Il 13 gennaio 1994 fu nominato anche, per primo, nunzio apostolico in Moldavia. L'8 febbraio 1997 venne trasferito alla nunziatura nei Paesi Bassi. Il 27 febbraio 2001, papa Giovanni Paolo II accolse la sua rinuncia per raggiunti limiti di età.
Il 21 giugno successivo fu nominato prelato del Sovrano Militare Ordine di Malta. Compito di questa figura è di vigilare affinché la vita religiosa e sacerdotale dei cappellani e il loro apostolato si svolgano secondo la disciplina e lo spirito melitensi, assistere il Gran Maestro e il Gran Commendatore nella cura della vita e dell'osservanza religiosa dei membri dell'Ordine e in tutto ciò che concerne il carattere spirituale delle opere dell'Ordine. Il 21 gennaio 2006 monsignor Acerbi smentì pubblicamente le voci, raccolte e pubblicate in un articolo del settimanale italiano Panorama del 28 dicembre 2005, secondo le quali l'arcivescovo stesso si sarebbe messo a capo di una fronda interna composta da giovani aderenti all'ordine di Malta, legati al Vaticano e scontenti per l'appiattimento dell'ordine stesso su un generico solidarismo, sempre meno legato alla propria identità cristiana e sempre più dipendente da fondi e programmi dell'Unione europea. Alcuni dissenzienti avrebbero anche avuto l'obiettivo di fare pressioni sul Gran Maestro allora in carica, frà Andrew Bertie, perché rassegnasse le proprie dimissioni facendo spazio ad un nuovo uomo forte non appartenente alla nobiltà. Il 4 luglio 2015 papa Francesco ha nominato nuovo prelato, monsignor Jean Laffitte.
Durante l'Angelus del 6 ottobre 2024, papa Francesco ne annuncia la creazione a cardinale nel concistoro del successivo 7 dicembre, diventando, all’età di 99 anni, il più anziano nella storia al momento della nomina, e superando Loris Francesco Capovilla, ex segretario particolare di papa Giovanni XXIII, nominato cardinale nel 2014 a 98 anni.

## Genealogia episcopale e successione apostolica
La genealogia episcopale è:
- Cardinale Scipione Rebiba
- Cardinale Giulio Antonio Santori
- Cardinale Girolamo Bernerio, O.P.
- Arcivescovo Galeazzo Sanvitale
- Cardinale Ludovico Ludovisi
- Cardinale Luigi Caetani
- Cardinale Ulderico Carpegna
- Cardinale Paluzzo Paluzzi Altieri degli Albertoni
- Papa Benedetto XIII
- Papa Benedetto XIV
- Papa Clemente XIII
- Cardinale Marcantonio Colonna
- Cardinale Giacinto Sigismondo Gerdil, B.
- Cardinale Giulio Maria della Somaglia
- Cardinale Carlo Odescalchi, S.I.
- Cardinale Costantino Patrizi Naro
- Cardinale Lucido Maria Parocchi
- Papa Pio X
- Papa Benedetto XV
- Papa Pio XII
- Cardinale Eugène Tisserant
- Papa Paolo VI
- Cardinale Angelo Acerbi

La successione apostolica è:
- Vescovo Héctor Jaramillo Duque, S.D.B. (1981)
- Vescovo Jorge Iván Castaño Rubio, C.M.F. (1983)
- Vescovo Jorge Leonardo Gómez Serna, O.P. (1985)
- Arcivescovo Luis Augusto Castro Quiroga, I.M.C. (1986)
- Vescovo Héctor Luis Gutiérrez Pabón (1987)
- Vescovo Horacio Olave Velandia (1988)
- Vescovo Héctor Julio López Hurtado, S.D.B. (1988)
- Arcivescovo Luis Madrid Merlano (1988)
- Vescovo Germán Garcia Isaza, C.M. (1988)
- Vescovo Belarmino Correa Yepes, M.X.Y. (1989)
- Vescovo José Gustavo Angel Ramírez, M.X.Y. (1989)
- Vescovo Gustavo Girón Higuita, O.C.D. (1990)